# Imagénes (obra de Filóstrato)
Imágenes (Griego antiguo: Εἰκόνες) son dos trabajos escritos en griego antiguo realizados por dos autores, ambos llamados Filóstrato, describiendo y explicando varias obras de arte.
- El primero de estos dos trabajos de Imágenes, consta de dos libros;  uno con una introducción y 31 capítulos, y el otro con 34 capítulos. Son generalmente atribuidos o bien a Filóstrato de Lemnos, o posiblemente a su suegro más famoso Filóstrato de Atenas. Imágenes parece que describe 65 obras de arte vistas por Filóstrato en Nápoles. El trabajo entero está explicado de una forma sencilla, con símbolos y explicaciones para una audiencia joven. El autor de la obra escribe en la introducción que el hijo de diez años de su anfitrión era el motivo principal de la composición de este trabajo, y que el autor estructurará el libro y los capítulos como si el libro se dirigiera a ese niño.

- El segundo Imagina (constando de 17 capítulos) es escrito por el nieto de Filóstrato de Lemnos, conocido como Filóstrato el joven.[1]